# 신타니 사나에
신타니 사나에(일본어: 新谷 早苗, しんたに さなえ, 12월 21일 - )은 일본의 여성가수, 작곡가, 성우이다. 애칭은 Sana이다. 다른 명의로는 さな (Sana의 일본어표기), プチさな (쁘띠사나)가 있고, 그 밖에 작사를 할 때 유키무라 치사토라는 명의를 사용한 적도 있다.
코나미(KDE-J)에서 OL로 근무면서 코나미에서 발매하는 음악 게임인 BEMANI 시리즈 등에서 활약하고 있다.

## 인물 내력
원래 코나미에 근무하던 접수원이었지만, 사운드 부서에 근무하고 있던 지인(현재는 퇴사)에게 데모 테이프의 가곡을 부탁받았을 때, 당시 BEMANI 시리즈의 사운드 프로듀서였던 도고 히로유키가 가수에 대한 재능을 발견하여 1998년에 가정용(PS용) beatmania의 보컬을 시작으로 가수로 데뷔하였다. 그 뒤 BEMANI 시리즈의 여러 가지 게임에 참여하여 그가 부른 곡만 수십곡을 넘어 '코나미의 가희(歌姬)'라고 불린다.
또, 데뷔 초기부터 작사를 하여, 2003년에는 스스로 작사·작곡 한 곡을 발표했다.
2006년, 코나미의 자회사인 KDE-J에 이적하였고, 자신의 공식사이트에서 부서를 이동하였다고 발표하였다. 구체적인 부서는 밝혀지지 않았지만, 2007년의 TV프로(2007년 11월 23일 TV 도쿄에서 방영된 '박사의 멋진 OL연구소 (博士のステキOL究所)')의 취재에 의해 음악 CD제작 부문에서 근무하고 있는 것으로 판명되었다.
또 제멋대로☆요정 미루모데퐁!의 주제가나 슬롯 머신 '매직컬 핼러윈'의 테마곡 등, 음악 게임 이외의 부문에서도 활동을 하고 있다.
덧붙여, pop'n music에 등장한 캐릭터 SANAE♥chan은 신타니와 같은 이름이며 이 캐릭터가 담당하는 곡은 1곡을 제외하곤 모두 자신이 부른 곡이다.

## 앨범 목록
'Sana'명의로 발매된 것 이외에 OST등에 참가하고 있는 작품을 모두 포함하면 무려 50작품이 넘는다.

### 싱글앨범
| 순서 | 발매일           | 제목              | 비고                                                   |
| ---- | ---------------- | ----------------- | ------------------------------------------------------ |
| 1st  | 2004년 6월 23일  | 僕のトナリ        | TV 애니메이션 제멋대로☆요정 미루모데퐁!제1기 엔딩테마  |
| 2nd  | 2004년 11월 10일 | Brownie/Make slow | TV 애니메이션 제멋대로☆요정 미루모데퐁! 제2기 엔딩테마 |
| 3rd  | 2005년 6월 29일  | チェリ·ガール     | TV 애니메이션제멋대로☆요정 미루모데퐁! 챠밍 엔딩테마   |

### 앨범
- Sana 명의

1. Sana-mode（2001년3월 23일발매）
2. Sanative（2002년3월 20일발매）
3. Sana-mode II 〜pop'n music & beatmania moments〜（2003년9월 18일발매）
4. 蜜月 〜honey moon〜（2005년1월 26일발매）
5. Sana-molle Collection （2008년3월 7일발매）
  - 코나미스타일한정상품. 여태까지 앨범에 수록되지 않았던 곡을 모은 콜렉션 앨범.
6. ボクをさがしに（2010년 2월 4일발매)

- 新谷さなえ 명의

1. pop'n music Artist Collection 新谷さなえ（2002년 7월 24일발매）

### 미니앨범
1. Avril（2006년 3월 29일발매）
  - CD와 함께 단독 라이브 'Sana SONIC'의 영상, 'チェリ·ガール'의 PV영상이 수록된 DVD가 들어있다.

### DVD
- Sana*TV ~비디오 클립 콜렉션~(2005년 6월 1일발매)
  - '僕のトナリ', 'Brownie', 'Make slow', 'カナリア'의 PV영상, 오프샷등을 수록.

### 참가한 앨범
- 휴대폰 미니 앨범 'Sana♪フル' 
  - 휴대폰용 사이트 KONAMI♪MUSIC フル한정으로 발매된 미니 앨범.

  1. Indigo Bird (Sana feat.猫叉Master)
    - 猫叉Master 1st앨범 'Rain drops'에서 첫 CD음원화.

  2. Summer Love Squall (Sana feat.TAK HIRAOKA)
  3. Miracle Halloween(disconation J-EURO mix) (Sana remixed Disconation (kors k))
    - Sana 앨범 'ボクをさがしに'에서 첫 CD음원화.

  4. Magical Sky -Ryu☆Remix- (Sana remixed Ryu☆)
  5. 雪に願いを… (Sana feat.メタルユーキ)
  6. Loveholic -Love Syndrome MIX- (Sana remixed RED CARD GENIUS)
    - Sana 앨범 'ボクをさがしに'에서 첫 CD음원화.

  7. Make It (Sana feat. good-cool)
    - good-cool 3rd앨범 'crazy operation'에서 첫CD음원화.

  8. Birds -AMETHYST mix- (Sana Remixed 신야 from AMETHYSTGRP)
  9. PrismHeart -RED CARD GENIUS mix- (Sana Remixed RED CARD GENIUS)
- Dear My Boy - Sota Fujimori feat. Sana
  - 2010년 10월 20일부터 휴대 사이트 'KONAMI♪MUSIC フル'한정으로 발매.
  - 보컬, RAP이 적은 'Dear My Boy (Sana MIX)'도 동시에 발매.

## 대표적인BEMANI 시리즈참가곡
- beatmania
  - Bossanova a Yebisu (beatmania APPEND YEBISU MIX)
  - PAPAYAPA BOSSA (beatmania APPEND YEBISU MIX)
    - 위의 2곡은 사실상 데뷔곡.

  - Miracle Moon (beatmania APPEND GOTTA MIX)
    - 「pop'n music」시리즈에서는 '~お月様が中継局~(~달님이중계국~)'이라는 부제가 붙어 있다.

  - more deep(beatmania APPEND GOTTA MIX)
  - サナ・モレッテ・ネ・エンテ (beatmania APPEND GOTTA MIX 2)
  - SANA MOLETTE NE ENTE -B.L.T.STYLE- (beatmania APPEND Club MIX)
  - Miracle Moon ~L.E.D. LIGHT STYLE MIX~ (beatmania APPEND 5th MIX)
  - La Bossanova de Sana (beatmania 6thMIX+CORE REMIX)
  - fellows (beatmania THE FINAL)

- beatmania IIDX
  - THE SHINING POLARIS (beatmania IIDX 5th style new songs collection)
  - more deep (ver.2.1) (beatmania IIDX 5th style new songs collection)
  - jelly kiss (beatmania IIDX 6th style new songs collection)
  - Let the Snow Paint Me (beatmania IIDX 7th style)
  - 真夏の花・真夏の夢 (beatmania IIDX 9th style)
  - Think of me(beatmania IIDX 10th style)
  - INJECTION OF LOVE(beatmania IIDX 11 RED)
  - エブリデイ・ラブリデイ -L.E.D. STYLE MIX-(가정용 beatmania IIDX 8th style)
  - おおきなこえで (beatmania IIDX 18 Resort Anthem)

- pop'n music
  - すれちがう二人 (pop'n music)
  - Prism Heart (가정용 pop'n music 2)
  - Take me to... (pop'n music 3)
  - 8月のサヨナラ (pop'n music 3)
    - DJ SIMON과의 듀엣

  - birds (pop'n music 4)
  - くちうるさいママ (가정용 pop'n music 4)
  - une fille dans la pluie(일본어판) (pop'n music 5)
  - Over the hill(pop'n music 6)
  - White Lovers(pop'n music 7)
  - 会社（セカイ）はワタシで廻ってる!? (pop'n music 8)
  - une lettle de mon copain(pop'n music 8)
  - 今夜、森をぬけて(가정용 pop'n music 6)
  - White Eve(pop'n music 9)
  - 光の季節
    - 'pop'n music 2'수록곡의 커버.

  - Secret tale
    - 'beatmaniaIIDX 7th style'수록곡의 커버.

  - 翔べない天使(가정용 pop'n music 7)
  - Go Easy !!(pop'n music 10)
  - Sea Side City(pop'n music 10)
    - 유닛 'KISS SUMMER SISTERS (파킷츠, 쿠마노 키요미와의 유닛)'의 일원으로서 참가.

  - Loveholic (가정용 pop'n music 9)
  - Space Dog (pop'n music 11)
  - エブリデイ・ラブリデイ (가정용 pop'n music 10)
  - 流星☆ハニー (pop'n music 12 いろは)
    - AKIRA YAMAOKA와의 공동작업. 유닛 '아라타니 아키라' 의 일원으로서 참가.

  - ハーフムーンビーチで逢いましょう (가정용 pop'n music 11)
    - Togo와의 듀엣.

  - わたしのフォーティーン (피버전사팝픈14[1] 엔딩 테마)(pop'n music 14 FEVER!)
  - FU-FA (pop'n music 15 ADVENTURE)
  - タンバリンビーツ (pop'n music 16 PARTY♪)
  - GEO SONG(pop'n music 17 THE MOVIE)
  - Liebe~望郷~(pop'n music 18 전국 열전)
  - ボクをさがしに(pop'n music 18 전국 열전)
  - ナスカの丘(pop'n music 19 TUNE STREET)

- GUITARFREAKS&drummania
  - La Bossanova de Sana（가정용 GUITARFREAKS 2nd MIX）
  - ほしふり（GuitarFreaks V7&DrumMania V7）

- pop'n stage
  - beAchest beAch
    - 후에 'pop'n music'시리즈에 이식되었다.

- ee'MALL
  - Moonlight Prayer（ee'MALL）
  - Custom-made Girl -NOT FOR SALE!-（ee'MALL 2nd avenue）
    - 두 곡 모두 현재 'pop'n music'시리즈에서 플레이가 가능하다.

- 그 외
  - @n H@ppy Choice
    - 'V-RARE SOUNDTRACK 3'에서 스와 히데오의 곡 'H@ppy Choice'를 새로 어레인지하였다.
    - 현재 'pop'n music'시리즈에서 플레이가 가능하다.

### 커버곡
() 안은 수록 작품, 원곡의 아티스트, 타이업.
- my cherie amour（beatmania III / 스티비 원더）
- ムーンライト伝説 (pop'n music ANIMELO / DALI / TV 애니메이션「미소녀전사 세일러문」주제가)
- よあけの道（pop'n music 6 / 大杉久美子 / TV 애니메이션 플란더스의 개의 주제가)
- タッチ（pop'n music 8 / 이와사키 요시미 / TV 애니메이션 '터치'의 주제가)
- ホネホネロック（pop'n music 10 / 子門真人 / 유아용 프로그램 ひらけ!ポンキッキ）
- 悲しみよこんにちは（pop'n music 11 / 斉藤由貴 / TV 애니메이션 도레미 하우스의 주제가）※'さな' 명의
- パレード（pop'n music 13 PARTY / シュガー・ベイブ / 유아용 프로그램ひらけ!ポンキッキ ）

### 코러스로서 참가
- Smile The Night Away（pop'n music 2）
- Cherry & Raquel（pop'n music 2）
- Spell on me 〜魅惑の呪文（pop'n music 6）
- dandelion（pop'n music 10）
- Little Rock Overture（pop'n music 16 PARTY♪）

## 그 외의 오리지널곡
- sync（OVA 'ふたりエッチ' 엔딩테마）
- Beyond the Bounds (Mitsuto Suzuki 020203 Mix feat.Sana)（PS2용 게임 ANUBIS ZONE OF THE ENDERS 유럽판 테마곡）
  - 일본판 테마곡의 커버도 하였다. 후에 PS2용 게임 '가정용 pop'n music 8', 자신의 앨범 'Sana-molle Collection'에도 수록.
- Love of a Life time（PS용 소프트 고스트 바둑왕 헤이한 환상 이록문 엔딩 테마)
- 虹をみたかい？（PS2용 소프트실황 파워풀 프로야구 13」엔딩 테마)
- 薄らぐ記憶(애니메이션 '코요태 래그타임 쇼' 엔딩 테마)
- Higher Stage(업무용 메달 게임 'Fantasic Fever2'잭팟곡)
- Dreams come true(업무용 메달 게임 'Fantasic Fever2'잭팟곡)
  - 원 BeForU멤버Noria와의 듀엣.
- Magical Sky (파치슬롯기계 '매직컬 핼러윈' 통상시 BIG 테마)
- Miracle Halloween( 매직컬 핼러윈 カボチャンス・カボチャレンジ시 BIG 테마)
- そよかぜハミング♪(PS2용 소프트 '실황 파워풀 프로야구 15' 석세스 모드 엔딩 테마)
- Infinity Of Our Love (닌텐도 DS용 소프트 엘레비츠주제가)
  - 「pop'n music 17 THE MOVIE」에도 수록.
- ツキノキオク(파치슬롯 매직컬 핼러윈 2 통상시 BIG 테마)

## 가수 이외의 활동
- PS/SS용 소프트 '두근두근 메모리얼 드라마 시리즈 Vol.3 여행의 시' 이미지 송 '4月の翼' 작사
- PS용 소프트 '테니스의 왕자'엔딩 테마 '青いジダイ'작사
  - 후에 'Sana-molle Collection'에 커버수록.
- 타무라 유카리 'Lovely Magic' 수록곡 'Prince On A Star Princess Whisper'작사
  - beatmania시리즈에 수록되고 있는 곡의 커버.
- PS2용 소프트 'ポップンミュージック ベストヒッツ!'에서 青ポップちゃん의 목소리를 맡음.
- PS2용 소프트 'pop'n対戦ぱずるだま ONLINE'에서 青ポップちゃん의 목소리를 맡음.
- PS2용 소프트 'ZONE OF THE ENDERS　Z.O.E' 의 엔딩테마 'flowing destiny'를 작사
- 위와 같은 게임의 엔딩 테마 'A Light with a name of HOPE' 작사
- PS2용 소프트 'ANUBIS ZONE OF THE ENDERS' 테마 송 'Beyond The Bounds' 작사 (공동작업)